# Vilém Platzer
Vilém Platzer (23. června 1821 Šimanův dvůr u Stráže nad Nežárkou – 27. října 1888 Jindřichův Hradec) byl český římskokatolický kněz a politik, v 2. polovině 19. století poslanec Českého zemského sněmu a Říšské rady.

## Biografie
Na kněze byl vysvěcen 8. srpna 1844. Teprve jako kaplan v Jindřichově Hradci se naučil česky díky působení vlasteneckého lékaře Josefa Procházky Devítského. Vystřídal několik farností. Byl farářem v Blažejově a Novém Etynku. V roce 1878 se stal proboštem (influlovaný probošt) v Jindřichově Hradci. Zde setrval do své smrti roku 1888.
Byl přítelem budějovického biskupa Jana Valeriána Jirsíka. Jako duchovní se aktivně podílel na českém národním životě. Zasloužil se o probuzení českého živlu v Jindřichově Hradci, který zpočátku měl německý ráz. Stal se čestným občanem Jindřichova Hradce, Nového Etynku a Stráže nad Nežárkou.
Po obnovení ústavního života v Rakouském císařství počátkem 60. let 19. století se zapojil do zemské a celostátní politiky. V zemských volbách v Čechách v roce 1861 byl zvolen v kurii venkovských obcí (volební obvod Jindřichův Hradec – Lomnice – Třeboň – Nová Bystřice) do Českého zemského sněmu. Zvolen byl jako nezávislý kandidát, tedy bez formální nominace od českého volebního výboru (Národní strana). Během své sněmovní a parlamentní dráhy ale byl stabilním členem českého národního bloku. Mandát obhájil za týž obvod v zemských volbách v lednu 1867 i v krátce poté konaných zemských volbách v březnu 1867.
V srpnu 1868 patřil mezi 81 signatářů státoprávní deklarace českých poslanců, v níž česká politická reprezentace odmítla centralistické směřování státu a hájila české státní právo. Čeští poslanci tehdy praktikovali politiku pasivní rezistence, při níž bojkotovali práci zemského sněmu. Kvůli absenci tak byli zbavování mandátů a v nově vypsaných doplňovacích volbách byli vesměs manifestačně voleni znovu. Platzer byl takto zbaven mandátu pro absenci v září 1868. Zvolen byl znovu v doplňovacích volbách v září 1869. Mandát obhájil také v řádných zemských volbách v roce 1870 a zemských volbách v roce 1872. Následovala opět ztráta mandátu pro neúčast na práci sněmu a opětovné zvolení v doplňovacích volbách v říjnu 1873. Toto se několikrát opakovalo, opětovně byl zvolen v doplňovacích volbách roku 1874, na jaře 1875, v únoru 1876 a v dubnu 1877. Uspěl ve svém obvodu i v řádných volbách roku 1878. Na poslanecký mandát rezignoval roku 1880. Nahradil ho Matouš Talíř.
V téže době také zasedal v Říšské radě (celostátní zákonodárný sbor), kam ho vyslal zemský sněm poprvé roku 1871(tehdy ještě Říšská rada nevolena přímo, ale tvořena delegáty jednotlivých zemských sněmů). Nedostavil se ale do parlamentu, a proto byl jeho mandát 23. února 1872 prohlášen za zaniklý. Do vídeňského parlamentu byl zvolen i v prvních přímých volbách do Říšské rady roku 1873 za kurii venkovských obcí, obvod Budějovice, Třeboň, Týn n. Vltavou atd. I nyní ale postupoval ve shodě s českou politickou reprezentací a bojkotoval práci parlamentu. Z politických důvodů se nedostavil do sněmovny, čímž byl jeho mandát prohlášen za zaniklý.
Mandát obhájil ve volbách do Říšské rady roku 1879. Po volbách v roce 1879 se na Říšské radě připojil k Českému klubu (jednotné parlamentní zastoupení, do kterého se sdružili staročeši, mladočeši, česká konzervativní šlechta a moravští národní poslanci).